# Herbertia
Herbertia es un pequeño género de hierbas perennes, bulbosas, oriundas de América, pertenecientes a la familia Iridaceae. Comprende cinco especies, una de las cuales es oriunda de Norteamérica (Texas) y las restantes de regiones templadas de Sudamérica (Chile, Argentina, Paraguay, Uruguay y Brasil). Este género está relacionado con los géneros Alophia, Cypella y Tigridia. 
El nombre del género está dedicado a William Herbert (1778-1847), famoso botánico inglés y especialista en plantas bulbosas.

## Descripción
Estas especies presentan bulbos tunicados, ovoides, con las túnicas marrones y papiráceas. Los tallos son simples o ramificados. Las hojas son largas; lineal-lanceoladas. Las flores están dispuestas en inflorescencias de pocas flores. Presentan espatas verdes, subiguales, la espata interna más larga que la externa, con los ápices de color marrón, agudos, usualmente secos. Las flores son de corta duración, sin aroma, actinomorfas, hermafroditas y erectas. Los tépalos son subiguales, azules a violáceos con los márgenes blancos. Los tépalos externos, obovados, son dos veces más grande que los internos, oblanceolados. Los filamentos son connados y las anteras divergentes. El estilo es bífido. EL fruto es una cápsula ovoide, con el ápice truncado, con muchas semillas, primáticas, de color marrón. El número cromosómico básico es X=7.